# Rabah Aboud
Rabah Aboud (Tissemsilt, 1 januari 1981) is een Algerijnse langeafstandsloper, die is gespecialiseerd in de 5000 m en het veldlopen. Eenmaal nam hij deel aan de Olympische Spelen en behaalde hierbij geen medailles.

## Loopbaan
Zijn eerste succes boekte Aboud in 2011 door goud te winnen bij het Algerijns kampioenschap veldlopen. In 2012 nam Aboud een eerste keer deel aan de Olympische Spelen van Londen. In de reeksen van de 5000 m werd hij in een tijd van 13.28,38 uitgeschakeld.
In 2013 won Aboud de 5000 m op de Middellandse Zeespelen in een tijd van 13.38,01.

## Titels
- Kampioen Middellandse Zeespelen 5000 m - 2013
- Algerijns kampioen veldlopen - 2011, 2013, 2014

## Persoonlijke records
| Onderdeel      | Prestatie | Datum        | Plaats            |
| -------------- | --------- | ------------ | ----------------- |
| 1500 m         | 3.49,66   | 15 juni 2012 | Villeneuve d'Ascq |
| 3000 m         | 8.00,72   | 22 juni 2006 | Algiers           |
| 5000 m         | 13.19,00  | 23 juli 2011 | Rio de Janeiro    |
| halve marathon | 1:04.01   | 4 maart 2016 | El Oued           |

## Palmares

### 3000 m
- 2005: 5e Meeting International d'Alger - 7.59,04

### 5000 m
- 2005:  Permit Meeting CAA de Tunis - 14.00,52
- 2011: 16e in series WK - 14.00,34
- 2012: 14e in reeksen OS - 13.28,38
- 2013: 4e Meeting International d'Athlétisme in Algers - 13.27,05
- 2013:  Middellandse Zeespelen - 13.38,01
- 2015:  Meeting Internazionale Memorial Idda in Ponzano Veneto - 14.07,40

### 5 km
- 2006:  MDS Nordion in Ottawa - 14.12

### veldlopen
- 2000: 39e WK junioren in Vilamoura - 25.11
- 2005: 23e WK in Saint Galmier (korte afstand) – 12.16
- 2006: 7e Wereld militaire kamp. in Tunis - 12.37
- 2006: 52e WK in Fukuoka (korte afstand) – 11.32
- 2008: 4e Wereld militaire kamp. in Thun - 11.19,9
- 2008:  Algerijnse kamp. in Bordj Bou Arreridj - onbekende tijd
- 2008: 97e WK in Edinburgh (lange afstand) – 38.24
- 2011:  Algerijnse kamp. in Setif - onbekende tijd
- 2011: 20e WK in Punta Umbria (lange afstand) – 35.33
- 2013:  Algerijnse kamp. in Djelfa -
- 2013: 11e WK in Bydgoszcz - 33.28
- 2014:  Wereld militaire kamp. in Beirut - 14.21
- 2014:  Algerijnse kamp. in Batna - onbekende tijd
- 2014: 27e Afrikaanse kamp. in Kampala - 37.38,9
- 2015: 31e WK in Guiyang - 37.20
- 2017: 45e WK lange cross - 30.48